# إسماعيل بن عبد الغني النابلسي
إسماعيل بن عبد الغني بن إسماعيل النابلسي (... - 1163 هـ / ... - 1750 م) ولد في دمشق وانشغل بالتفسير والفقه درس تفسير البيضاوي في صالحية دمشق. ونشأ في كنف والده عبد الغني النابلسي . تتلمذ على يد والده وثلّة من علماء دمشق آنها، مثل: الشيخ الملا الياس الكردي، إسماعيل الحايك المفتي والشيخ أبو المواهب الحنبلي وولده الشيخ عبد الجليل والشيخ عثمان الشمعة.
انشغل أيضًا بالفقه والنحو وغيرهما من العلوم في محراب المالكية بالجامع الأموي ودرس بالسليمية في صالحية دمشق. سافر إلى الحج مع والده في رحلته الكبرى في سنة 1105. درّس بالسليمية بعد وفاة والده حتّى وافته المنية.

## مذهبه
يتبّع المذهب الحنفي.

## وفاته
توفي بدمشق ليلة الاربعاء الثامن عشر من ذي القعدة سنة 1163 ودفن بصالحية دمشق.